# 2013年梅岡蒂克湖火車事故
2013年梅冈蒂克湖火車事故於東岸日光時間2013年7月6日淩晨1時15分左右在加拿大魁北克梅冈蒂克湖鎮發生。一列由73架車卡組成的載貨火車在無人監控的情況下出軌，車上載有的原油隨之起火繼而爆炸，事故造成47人死亡，8人失蹤，鎮中心逾30座建築物被摧毀。
這宗事故是加拿大史上傷亡第四慘重的鐵路意外，並是從1864年起該國傷亡最慘重的鐵路意外，此外也是北美洲自1989年起傷亡最慘重的鐵路意外。

## 肇事火車
肇事列車由美國鐵路公司鐵路世界（Rail World）旗下的蒙特婁、緬恩及大西洋鐵路（Montreal, Maine and Atlantic Railway，簡稱MMA）營運。該列火車由五部柴油機車驅動，機車之後設有一部緩衝車卡，之後再設有72部油罐車卡，當中每個油罐載有113,000公升（30,000美制加侖）出自北達科他州的原油。火車在肇事前曾駛經加拿大太平洋鐵路的軌道，到了該鐵路位於蒙特利尔岛科特聖盧克鎮（Côte Saint-Luc）的車廠則轉到MMA的軌道，原定前往紐賓士域省聖約翰市的歐文煉油廠。

## 經過
一列运送72節裝有原油，總計1萬噸的高压油罐列车在2013年7月5日晚間交接班时临时停在距离加拿大魁北克梅冈蒂克湖鎮12公里的南特（Nantes）的上坡處。72节装满原油的高压油罐與火车头脱钩，朝梅冈蒂克湖鎮滑了下去，并於7月6日凌晨1時左右在镇中心出軌並引發一連串爆炸。梅冈蒂克湖鎮約6000居民中約有2000人疏散。該事故也造成估計約10萬公升的原油洩露到Chaudière河中。消防人員於7月9日上午宣布已控制該事故引發的大火。
魁北克省警（Sûreté du Québec）於7月10日表示，失蹤的50人中，除了已找到的20具遺體之外，其它30人可能也已經死亡。事故引起的大火摧毀了梅冈蒂克湖鎮許多歷史性建築。到同月18日，當局公佈死亡人數上升至42人，其餘失蹤8人相信亦已罹難。

## 出事原因
出事後，曾經以犯罪的方向進行調查。但經過加拿大運輸安全委員會 （页面存档备份，存于）在調查後，發現為數個人為疏失導致這起事故。7月5日晚間10時50分，列車抵達魁北克省的南特調車場，司機將五部機車頭的單獨軔機以及五部機車頭同機後位兩輛貨車的手軔機緊軔，這是在平地長時間停車時做的措施。為了維持空氣煞車的作用，司機未將機車頭引擎熄火即離開。列車所停的調車場有著0.9‰的坡度，經計算手軔機緊軔車數需達26輛才可使整列列車長時間停穩。在與行控中心的通話中，司機回報機車頭引擎異常冒煙，但不阻礙列車運行。8個月前，事故機車曾經於維修廠修理，但因急著出車而導致修理不完全。同日晚間11時40分，當地民眾向消防局報案，指停泊中的機車頭引擎起火，消防局在11時55分抵達現場，為了撲滅火勢，消防局尋求鐵路公司協助，但到現場支援的卻是路線養護員，之後將機車引擎熄火，而在路線養護員檢查後認為外觀無異樣而離開現場。7月6日0時45分，現場淨空無留一人。由於機車引擎熄火後，空氣煞車失去作用，而列車停於坡上，1萬噸的重量使手軔機制動失效，開始溜逸。在事故地點前2Km，列車速度已達到95km/hr，隨後即因強大撞擊力導致原油洩漏並起火。

## 善後
加拿大政府於2014年表示，梅冈蒂克湖鎮除污及重建的經費將無上限。魁北克公共安全部表示，這起事故造成的總損失可能高達四億加幣。

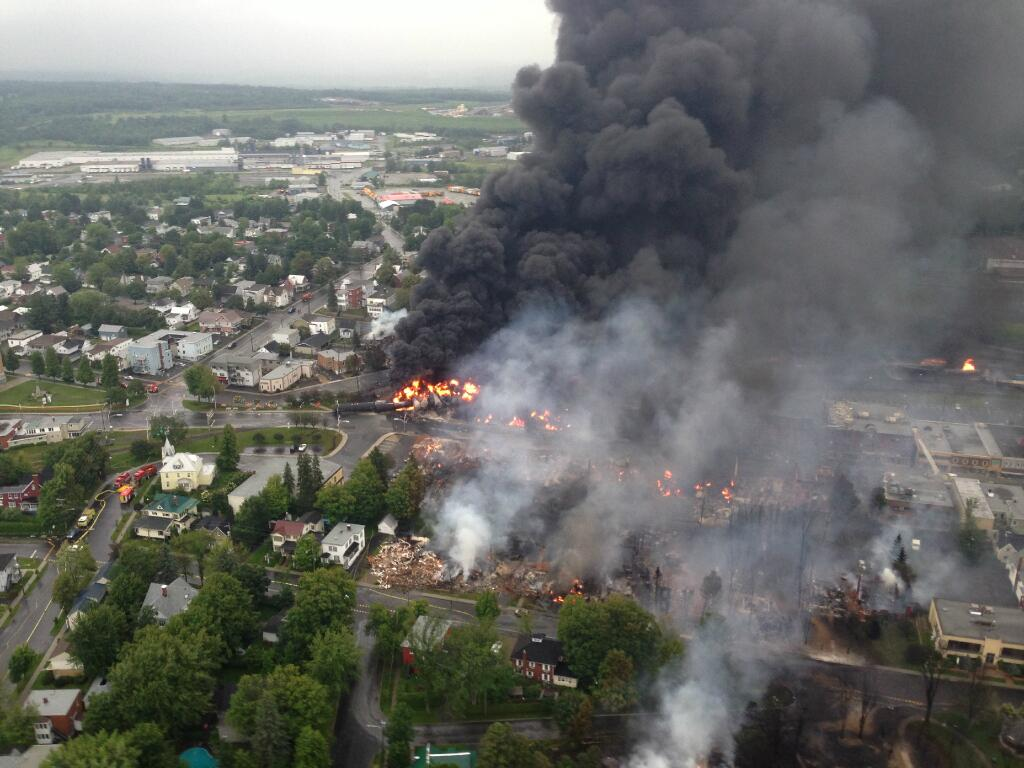
事故發生當日的大火